# Domenico Parodi

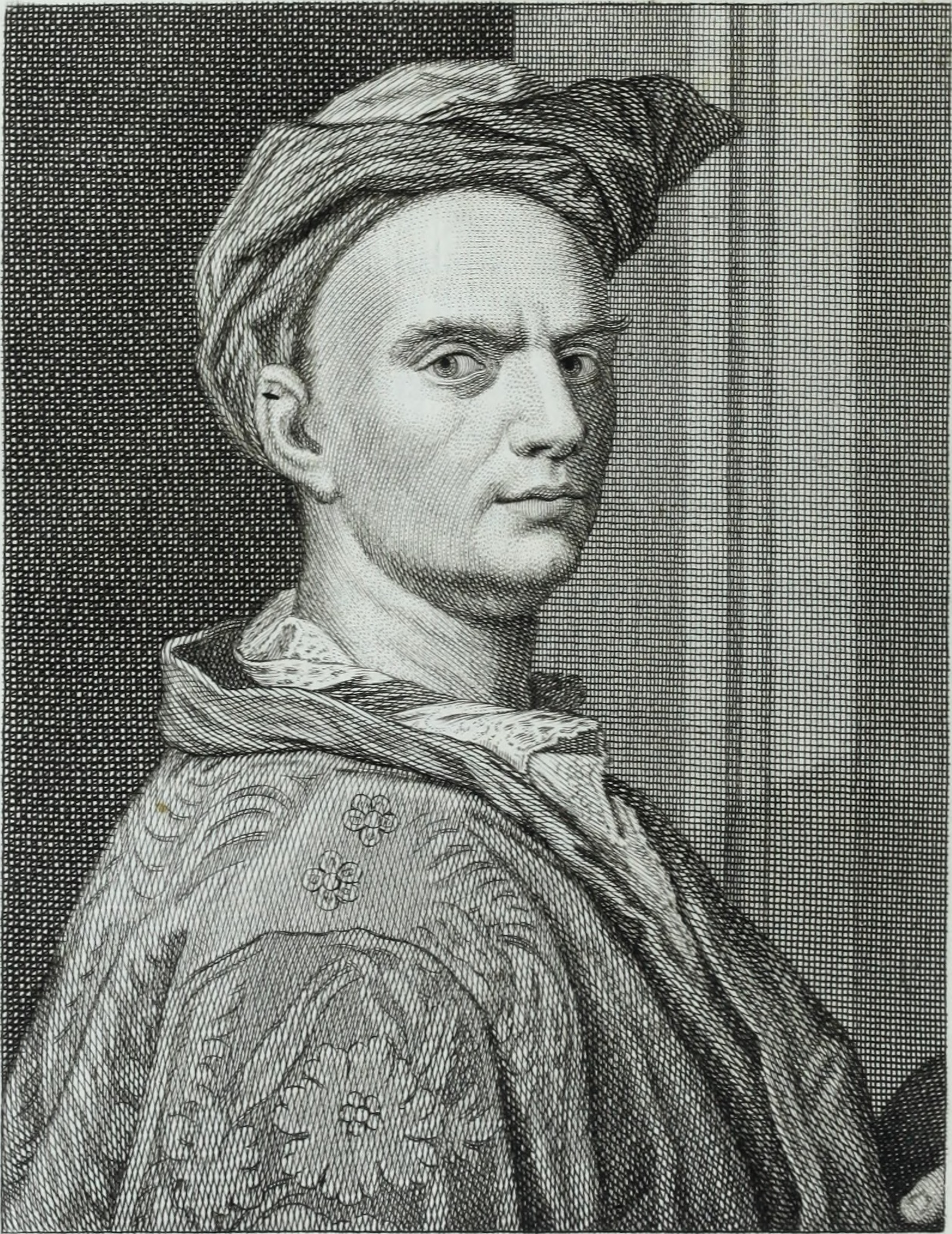
Domenico Parodi (Stich von Giovanni Battista Cecchi nach einem Selbstporträt des Künstlers, 1769)

Domenico Parodi (* 1672 in Genua; † 19. Dezember 1742 ebenda) war ein italienischer Maler und Bildhauer des Spätbarocks, der hauptsächlich in seiner Heimatstadt tätig war. Er war der Sohn des Bildhauers Filippo Parodi.

## Biographie
Domenico Parodi erhielt eine humanistische Ausbildung von seinem Vater, einem Bildhauer, und zeigte Interesse an Poesie und Malerei. Er erlernte die Tonbearbeitung und erhielt Unterricht in der Bearbeitung von Marmor. Von Domenico Piola, seinem Taufpaten, wurde er in die Malerei eingewiesen.
Zwischen 1680 und 1690 folgte er seinem Vater nach Venetien. In Venedig besuchte er die Werkstatt von Sebastiano Bombelli und studierte die Werke venezianischer Meister. 1694 malte Parodi ein Gemälde mit dem Titel Die Jungfrau mit dem Kind und dem Heiligen Antonius für ein Oratorium in Anguillara. Seine Werke zeichneten sich durch einen dynamischen und fließenden Stil aus, der von Correggio beeinflusst war. Parodi kehrte 1694 nach Genua zurück und etablierte sich dort als Künstler. Ab 1695 arbeitete er für die Familie Doria, für die er  bis in seine letzten Lebensjahre tätig war. Für Giovanni Andrea III. Doria malte er ein Gemälde mit dem Titel Die Vision des hl. Johannes von Matha und des hl. Felix von Valois. Parodi erhielt möglicherweise auch Aufträge aus Rom, darunter Die Lade des Bundes und Jesus vertreibt die Händler aus dem Tempel.
Parodi war nicht nur als Maler tätig, sondern auch als Bildhauer. Er erbte das florierende Atelier seines Vaters und führte die Arbeit fort. Er arbeitete eng mit Francesco Maria Biggi zusammen, der seine Skizzen in Marmor umsetzte. Parodi wurde als Künstler sowohl lokal als auch international bekannt. Er erhielt Aufträge für Skulpturen in Wien und für die königliche Familie von Portugal. Er war auch als Architekt und Bühnenbildner tätig und entwarf zahlreiche Dekorationen für öffentliche und private Veranstaltungen in Genua.
Parodi war ein vielseitiger Künstler und arbeitete sowohl in der Malerei als auch in der Bildhauerei. Er war bekannt für seine Fähigkeit, Gesichter realistisch und ausdrucksstark darzustellen. Seine Werke wurden von den zeitgenössischen Einflüssen geprägt, insbesondere vom Barockstil und der französischen Porträtmalerei.
Parodi hatte eine bedeutende Karriere und wurde von prominenten Familien in Genua unterstützt. Nach dem Tod seines Vaters übernahm er dessen Werkstatt und setzte seine Arbeit fort. Er schuf zahlreiche Skulpturen und Gemälde für Kirchen, Adelspaläste und öffentliche Gebäude. Parodi war auch in der literarischen Welt aktiv und pflegte enge Beziehungen zur gebildeten Elite von Genua.
Er verstarb im Jahr 1742 und wurde in der Kirche von S. Teodoro beigesetzt. Seine Werke sind heute in verschiedenen Sammlungen und Museen zu finden, darunter das Museo di Palazzo Reale in Genua.

## Werke (Auswahl)
- Fresko im Palazzo Reale in Genua

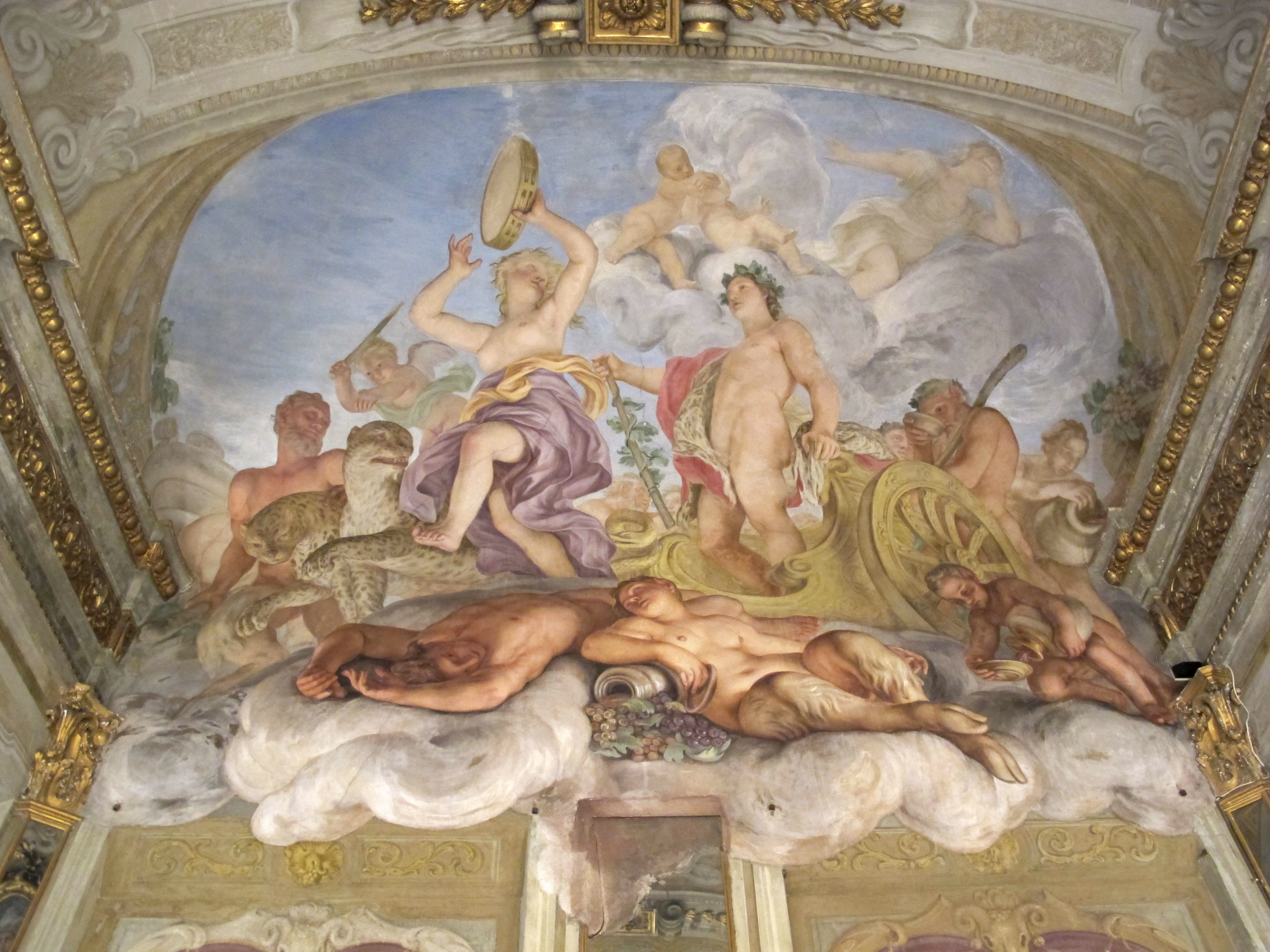
Fresko im Palazzo Reale in Genua

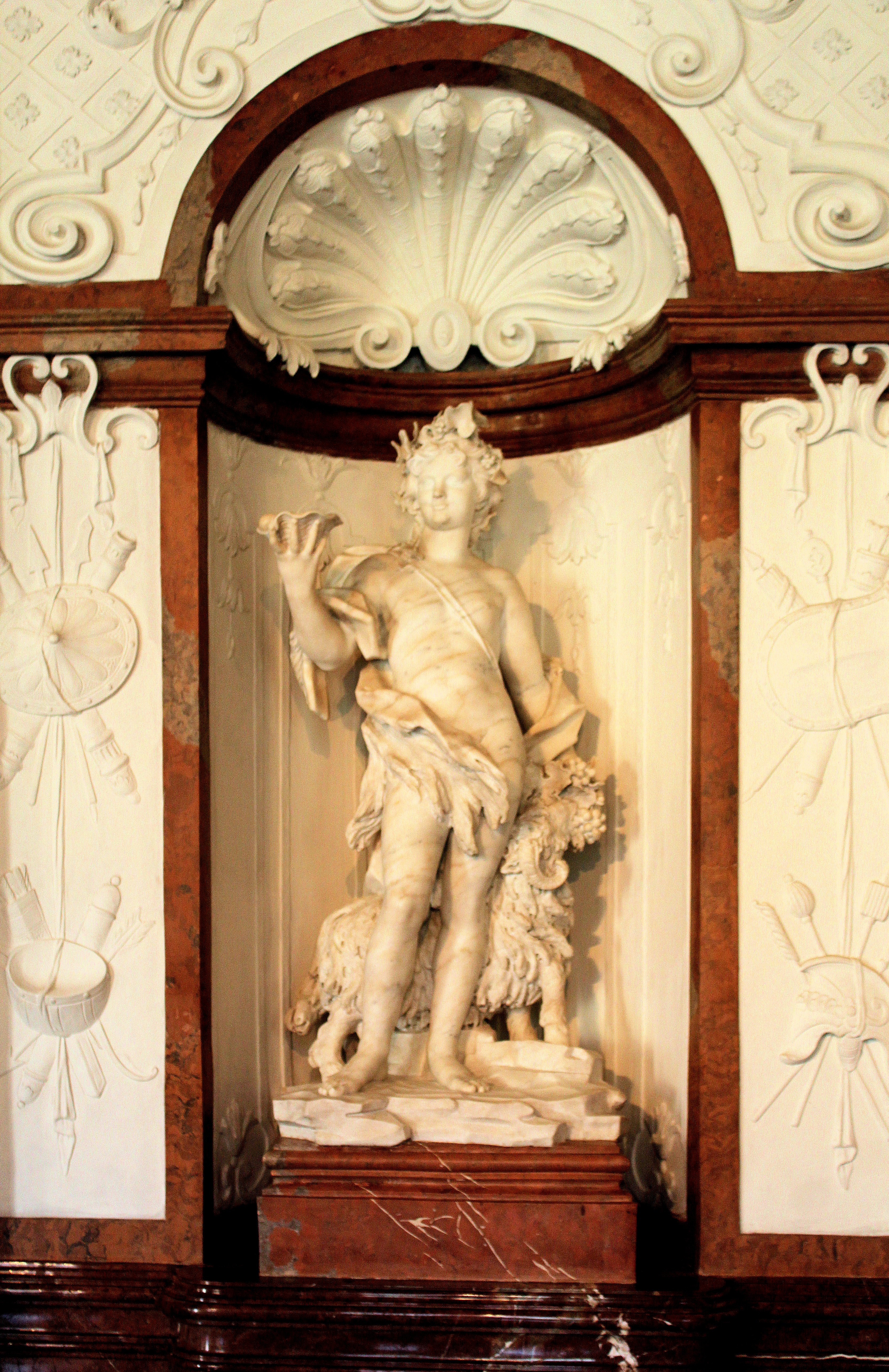
Mythologische Skulptur der Marmorgalerie in Unteren Belvedere zu Wien

Selbstporträt, 1719, Öl auf Leinwand, 72 × 57 cm, Florenz, Uffizien, Inv. 1649
- Entwurfszeichnung für die Grotte des Palazzo Nicolosio Lomellino, nach 1711, 336 × 227 mm, Genua, Musei di Strada Nuova, Gabinetto Disegni e Stampe di Palazzo Rosso, Inv. D 4667[3]
- Paola Maria Lomellini Adorno als Flora, ca. 1699–1700, Öl auf Leinwand, 217 × 138 cm, Privatsammlung[4]
- Paola Franzone Durazzo, 1718 (?), Öl auf Leinwand, 115,5 × 106 cm, Privatsammlung[5]
- Fresken in der Sala della Grotta der zerstörten Villa Durazzo in Romairone im Valpolcevera bei Genua[6]
- Allegorie der Poesie, Fresko im Palazzo Franzone, Genua[7]
- Venus und Paris, Fresko in der Villa Durazzo in Pino Sottano bei Genua[8]
- Fresken im Palazzo Reale in Genua[9]
- Prinz Eugen von Savoyen beauftragte den Bildhauer mit einer Reihe von mythologischen Skulpturen in der Marmorgalerie im Unteren Belvedere in Wien.[10]